# 서울주니어합창단
서울주니어합창단은 2012년 1월에 창단된 합창단이다. 창단 당시에는 성북주니어합창단이지만, 2016년 4월 18일부터 현재의 명칭으로 변경되었다.

이 합창단은 초등학교 부터 중학교 까지 구성되어 있으며, 국내외적으로 국가기관, 사회봉사단체, 시민단체등의 각종 연주회에 초청이 되며, 각종 OST 영화 음악 녹음등에 간간히 참여를 하고 있으며, 매년 정기 오디션을 통하여 신입단원을 모집한다. 서울특별시 성북구 아리랑로 28-1 (동선동 5가)에 위치해 있다.
공식 블로그

공식 홈페이지

## 스탭
단장 : 이종대
지휘자 : 홍서영

- 중앙대학교 작곡과(합창지휘) 졸업
- 중앙대학교 대학원 합창지휘 졸업
- 前 월드비전 합창단 지휘자

성악트레이너코치 : 정예은

- 서울예술고등학교 성악과 졸업
- 서울대학교 성악과 졸업
- 가곡연구단체 Liederreich 연구단원

반주 : 길주향

- 서울예술고등학교 피아노과 졸업
- 중앙대학교 음악대학 피아노과 최우등졸업
- 중앙대학교 대학원 음악학과 피아노반주 전공 전액 장학금 졸업

안무 : 박진경
- 홍익대학교 공연예술대학원 뮤지컬 전공
- 국민무용진흥협회 군무 금상
- 국민무용진흥협회 현대무용부분 은상

## 방송출연
넷플릭스 - 오징어 게임 시즌2 (둥글게 둥글게 목소리 출연)

tvN - 내성적인 보스 (특별 출연)

EBS1 - 다큐프라임 : 광복절특집, '노래로 조국을 이야기하다'

SBS - 웃찾사

KBS 제3라디오 - 장애인의 날 특집 <소리, 보고 만지다> 출연 및 협연(자전거탄 풍경)

## 공연
안중근 의사 하얼빈 의거 105주년 기념 제3회 '청소년 독립·민주·평화 음악회 출연 (안중근기념사업회 주최, 상명대 계양홀)

LG트윈스 키즈데이 참가 애국가 제창 (잠실야구장)